# Стэффорд, Нэнси
Нэнси Стэффорд (англ. Nancy Stafford, род. 5 июня 1954) — американская актриса, сценарист, продюсер и спикер.
Нэнси Стэффорд родилась в пригороде Флориды и впервые получила национальную известность выиграв конкурс Мисс Флорида в 1976 году, после чего участвовала в Мисс Америка. Вскоре после этого она переехала в Нью-Йорк, где работала фотомоделью в Ford Models, и тогда же начала карьеру телевизионной актрисы.
Стэффорд снималась в сериале «Сент-Элсвер» в 1983—1986 годах, а между этим появлялась в других телешоу. Наибольшего успеха она добилась благодаря главной женской роли в сериале «Мэтлок», где она снималась с 1987 по 1992 год. Она покинула шоу в мае 1992 года. В последующие годы она работала не регулярно, и в основном делала редкие появления в эпизодах таких сериалов как «Фрейзер», «Вавилон-5», «Скорая помощь», «Справедливая Эми» и «Менталист», а в дополнение к этому, в двухтысячных снялась в нескольких независимых кинофильмах.